# Солод

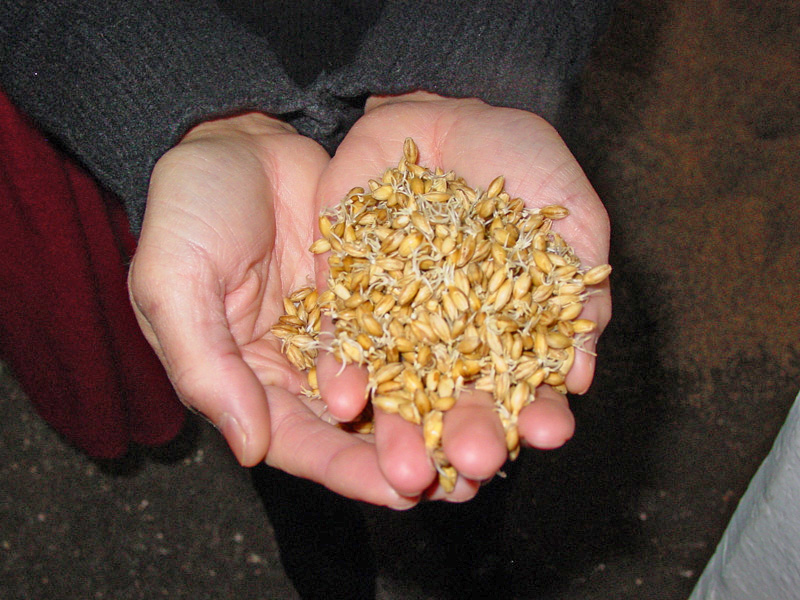
Солод

Со́лод — продукт штучного пророщування злакових культур таких як жито, ячмінь, овес, пшениця, просо — являє собою частково пророщені зерна із запущеним ферментативним природним ланцюгом перетворень ендосперму зерна, характерного для періоду проростання. Використовується як проміжний продукт у виробництві пива, квасу, спиртних напоїв. Як результат, у зернах хлібних злаків, при пророщуванні утворюються амілолітичні і протеолітичні ферменти, що сприяють процесу солодування.

## Способи одержання солоду
Отримується при пророщуванні насіння злаків, головним чином, ячменю. Пророщування має на меті викликати в зерні пов'язані з цим процесом хімічні зміни, причому в одних випадках важливою є лише одна з речовин, що утворюються при цьому, — діастаза (для винокурного виробництва), в інших же випадках використовується окрім діастази сукупність змінених розчинних продуктів (для пивоваріння). У обидвох випадках використовують здатність діастази розчиняти і оцукрювати крохмаль, в результаті чого отримується мальтоза — солодовий цукор, що має здатність бродіння.

## Біохімічні процеси при виробництві солоду
Процес отримання солоду складається з намочування і пророщування насіння; намочування має на меті дати можливість насінню набубнявіти і підготувати його до проростання. Процеси хімічних змін починаються вже при набуханні насіння, оскільки при цьому помічається вже дихання, результатом якого є утворення вугільної кислоти і діастази. Обидва процеси прискорюються при проростанні. Загальна картина змін, що викликані проростанням, виглядає так: внаслідок витрати речовин на дихання вміст сухої речовини помітно знижується; значна частина крохмалю переходить до розчину, утворюючи глюкозу, тростинний цукор, мальтозу і інші розчинні вуглеводи.
Такому ж розчиненню піддаються частково і стінки клітини; це розчинення відбувається під впливом діастази, яка частково вже містилася в незмінененому насінні, головним же чином тієї, що утворилася при проростанні; частина названих вуглеводів споживається на дихання, окислюючись до вугільної кислоти та воду. Так само, частково окислюються у вугільну кислоту жирні олії, частково ж вони переходять у вуглеводи. Білкові речовини частково пептонізуються, тобто перетворюються на пептони, ймовірно, під впливом спеціальних пептонізуючих ферментів, частково ж розпадаються в розчині азотистих продуктів, що кристалізуються, як аспарагін, амідокислоти тощо. Вже в непророслому зерні можна виявити діастазу; зосереджена вона там, головним чином, в щитку; разом з проростанням йде посилене новоутворення діастази в ендоспермі; під його впливом відбувається розчинення крохмалю, і продукти, що одержують при цьому, всмоктуються епітеліальним шаром щитка і звідти поступають в паросток, де споживаються на новоутворення і дихання.
Деякі дослідники схильні приписувати головну роль в утворенні діастази щитку, звідки фермент цей поступає до ендосперм; на це вказує той факт, що відокремлений від ендосперма і прикладений до крохмалю зародок з щитком розчиняє крохмаль. Проте, є вказівки на те, що розчинення це відбувається не під впливом діастази, а нижчих організмів; що ендосперм у змозі виробляти діастаз і без участі щитка, доводиться тим, що за певних умов можна викликати розчинення крохмалю в клітинах ендосперму і спорожнення ендосперму, позбавленого зародку. Якщо такий ендосперм за допомогою гіпсового стовпчика зіткнеться з водою, то в ньому протікають процеси перетворення речовин так само, як і при нормальному проростанні, причому розчинні продукти перетворень переходять у воду. У самому ендоспермі утворення діастази найзначніше, мабуть, в зовнішньому, так званому алейроновому його шарі; проте, і інші частини ендосперма в змозі утворити діастазу, що витікає з того, що таке утворення спостерігається і в тому випадку, коли ендосперм позбавлений цього шару.
До XIX століття вважалось, що придатний лише такий солод, проростання якого йшло до появи листочка, однак в новітній час доведено, що солод, в якому листочок досяг відносно великого розміру (довгий солод, нім. Langmalz) містить значні кількості діастази, якщо процес солодування відбувався при достатньо невисокій температурі. Із зовнішніх умов, що впливають на утворення діастази, вкажемо на кисень, присутність якого грає величезну роль в утворенні цього ферменту, і на світло, яке, за новішими дослідженнями, руйнує діастазу (Це спостереження дає пояснення тому, що приміщення для солодування — солодівні — облаштовуються з забезпеченням незначного доступу світла).